# خوزه فرانسیسکو تورس
جوز فرانسیسکو تورس (انگلیسی: José Francisco Torres؛ زادهٔ ۲۹ اکتبر ۱۹۸۷) یک بازیکن فوتبال اهل ایالات متحده آمریکا است.
وی همچنین در تیم ملی فوتبال ایالات متحده آمریکا بازی کرده‌است.